# أورتا سان جوليو
أورتا سان جوليو هي بلدة و كومونا تقع في مقاطعة نوفارا في منطقة بيدمونت الإيطالية، وتقع على بعد حوالي 100 كيلومتر (62 ميل) شمال شرق تورينو وحوالي 40 كيلومتر (25 ميل) شمال غرب نوفارا.

## نبذة

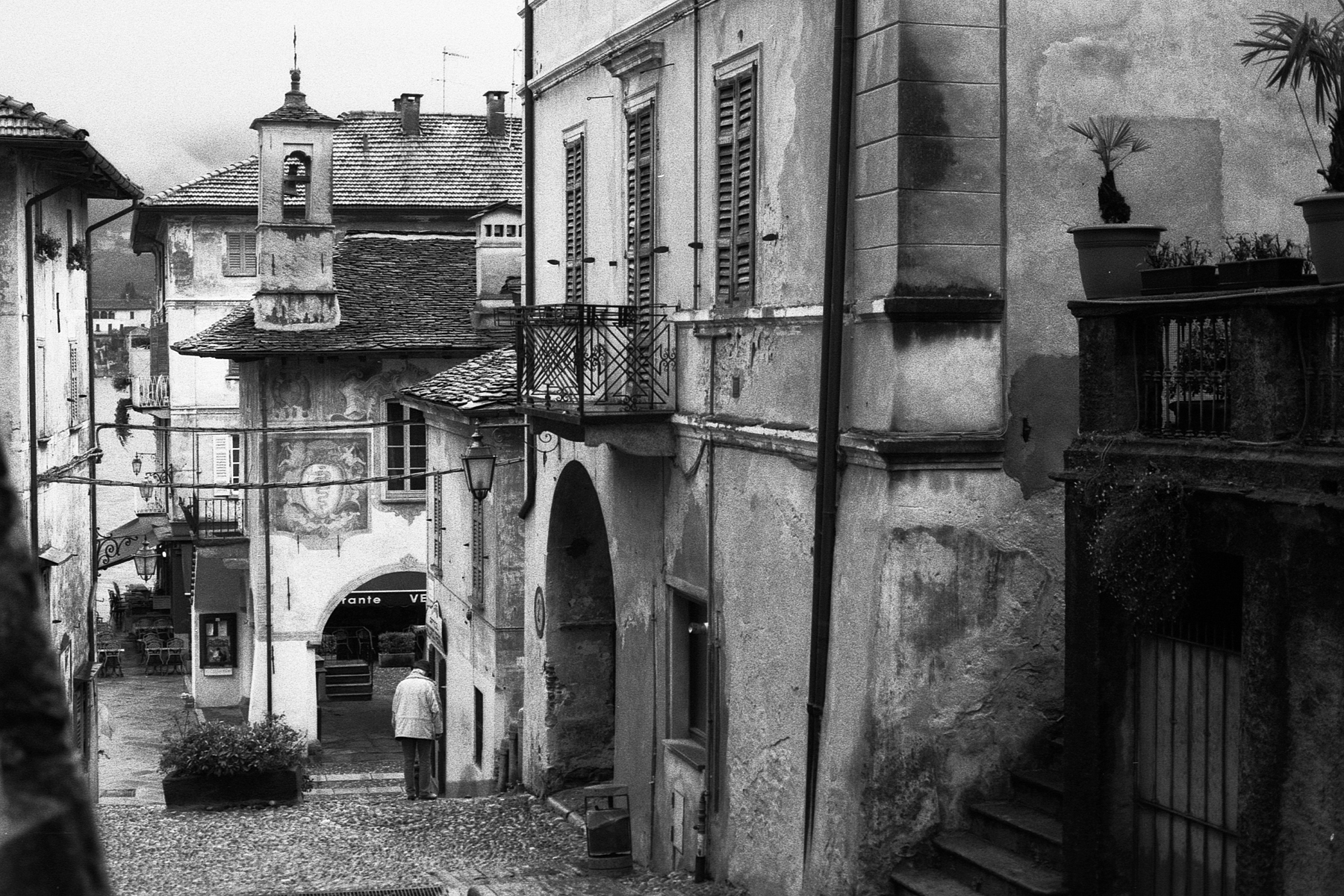
منظر للمدينة

المدينة نفسها مبنية على رعن يطل على الضفة الشرقية بحيرة أورتا بالقرب من جزيرة إيزولا سان جوليو وهي جزيرة تقع أيضًا داخل حدود البلدية. تقف فرازيوني ليغرو على التل الذي يرتفع خلف الشنخة، ويقع كوركونيو على بعد حوالي 2 كيلومتر (1.2 ميل) جنوبًا، ومرة أخرى بعيدًا عن البحيرة، بينما تتكون إيمولا من عدد صغير من المساكن بينهما، ولكنها قريبة من البحيرة على الطريق المؤدي إلى جوزانو. تقع البلدية على حدود بتناسكو من الشمال، مياسينو وامينو من الشرق، بولزانو نوفاريس وجوزانو من الجنوب، و سان مورزيو دي أوباجليو وبيلا من الغرب عبر البحيرة.
و هي أيضا معروفة بسبب القرب من بساكرو مونتي، وهو موقع للزيارة والعبادة، ومثل المدينة نفسها والجزيرة، فهي وجهة شهيرة للسياحة على نطاق صغير إلى حد ما. في عام 2003، أدرجت اليونسكو ساكرو مونتي أورتا في قائمة التراث العالمي.
في شهر مايو من عام 1882، زار فريدريك نيتشه ولو أندرياس سالومي، برفقة والدتها وصديق مشترك، أورتا لبضعة أيام وفي طريق عودتهم من الجولة الكبرى في إيطاليا. زار الثنائي ساكرو مونتي لعدة ساعات ووقع نيتشه في حب الروسية الساحر. ولاكن لم تستطع سالومي بعد ذلك أن تتذكر ما إذا كانت قد قبلت الفيلسوف ولم تكن تحبه، وهي حقيقة سببت له الكثير من الحزن.

## فيلا كريسبي
فيلا كريسبي هو عبارة عن قصر ريفي على الطراز المغربي من القرن التاسع عشر يقع في أورتا، وهو الآن فندق ومطعم فاخر يُدار بواسط الشيف والمالك أنتونينو كانافاتشولو.و كانت الفيلا منزل لقضاء عطلات عائلة كريسبي. أراد كريستوفورو بينينو كريسبي، المالك الذي طلب إنشاء هذا القصر الرائع، أن تذكره الفيلا بالمباني التي رآها خلال رحلة عمله في الشرق الأوسط. لذلك تحتوي هذه الفيلا المبهرة المكونة من ثلاثة طوابق برجًا يشبه المئذنة ويطل على البحيرة.
في عام 1914 كان موقع الفيلم في إيونا، لؤلؤة نهر الغانج (العنوان الأصلي إيونا، لا بيرلا ديل جانج) لجوزيبي بينتو. (معلومات من قاموس السياحة السينمائي)

## ساكرو مونتي
يقع ساكرو مونتي دي أورتا داخل حديقة تاريخية، والتي أصبحت الآن محمية طبيعية، تبلغ مساحتها 13 هكتارًا. ويشمل:
- 21 كنيسة نذرية يعود تاريخها إلى نهاية القرنين السادس عشر والسابع عشر مع لوحات جدارية ومنحوتات من الطين تروي حياة القديس فرنسيس الأسيزي؛
-370 تمثال ذو أبعاد حقيقية ومتعدد الألوان من الطين أنجزها أفضل فناني مدرسة لومبارد، الذين عملوا أيضًا في كاتدرائية ميلانو؛
- ومايزيد عن 900 لوحة جصية تصنع عروض مسرحية حقيقية.
و ينتهي الطريق التعبدي بكنيسة القديس فرنسيس ونيكولاو، وهو مبنى روماني بدائي تم إعادة بناٌه بعد ذلك في القرن السابع عشر بحيث ان يشبه كاتدرائية أسيزي السفلى.
استوحى اسم ساكرو مونتي دي أورتا من ساكرو مونتي القريبة من فارالو، والتي يعود تاريخها إلى نهاية القرن الخامس عشر.

## روابط خارجية
- الموقع الرسمي
- الموقع الرسمي لساكرو مونتي
- الموقع الرسمي Isola San Giulio
- يعيش WEBCAM Orta San Giulio
- الأخبار والأحداث على بحيرة أورتا